# Køge Kraftvarmeværk
Køge Kraftvarmeværk  er et kraftvarmeværk placeret på Køge Havn i Køge. Dette anlæg er et kraftvarmeværk som udnytter op til 90% af energien i brændslet, biomasse, ved at spildvarmen udnyttes til levering af fjernvarme til industrien. Værket drives af Vestegnens Kraftvarmeselskab I/S, VEKS, som har ejet værket siden 2012. Inden da var værket en integreret del af gulvproducenten Junckers Industrier A/S, som havde behov for at producere damp til tørreprocessen af de staver, som gulvbrædderne fremstilles af, og da man havde masser af brændsel, i form af affaldstræ, fra opskæringsprocessen af de kævler, der bliver til gulvbrædder, var det jo nærliggende at bruge dette, til fremstilling af damp og el til produktionen. Junckers Industrier blev grundlagt af den kendte og vil nogen mene, berygtede forstkandidat og modstandsmand Flemming Juncker.
Brændselskilden er biomasse i form af træflis. Kraftvarmeværket producerer 24 MW el og 81 MJ/sek fjernvarme, på to kedler kaldet Blok 7 og 8.